# ويليام فوستر ناي
ويليام فوستر ناي (بالإنجليزية: William Foster Nye)‏ هو شخصية أعمال أمريكي، ولد في 20 مايو 1824 في بوكاسيت في الولايات المتحدة، وتوفي في 12 أغسطس 1910 في نيو بدفورد في الولايات المتحدة.